# Kilidougou
Kilidougou es una comuna del círculo de Dioila, región de Kulikoró, Malí. Su capital es N'Tobougou. Su población era de 8.903 habitantes en 2009.

## Historia
El nombre Kilidougou se dice que deriva de dos grandes piedras que se asemejan a dos huevos pertenecientes a herreros del pasado. Los habitantes de la zona adoraban estas piedras como un fetiche. Durante mucho tiempo fue un pueblo religioso, cuyos habitantes animistas adoraban a Nama. Sin embargo hacia el final de la Segunda Guerra Mundial muchos se convirtieron al Islam.
La comuna de Kilidougou fue creada por la Ley Núm. 96 del 16 de octubre de 1996. Se encuentra al este del distrito central.